# Buikwe
Buikwe – miasto w Ugandzie, stolica dystryktu Buikwe.